# Soulsville
Soulsville è il nono album in studio del gruppo musicale statunitense Huey Lewis and the News, pubblicato nel 2010.
Si tratta di un album tributo alla musica e agli artisti associati alla Stax Records.

## Tracce
1. Don't Fight It – 2:57 (Steve Cropper, Wilson Pickett)
2. Got to Get You Off My Mind – 2:50 (Dolores Burke, Solomon Burke, J.B. Moore)
3. Free – 3:53 (Alana Davis, Ed Tuton)
4. Respect Yourself – 3:41 (Luther Ingram, Mack Rice)
5. Cry to Me – 2:59 (Bert Russell)
6. Just One More Day – 3:25 (Cropper, Otis Redding, McEvoy Robinson)
7. Never Found a Girl – 2:53 (Eddie Floyd, Alvertis Isbell, Booker T. Jones)
8. Soulsville – 3:37 (Isaac Hayes)
9. Little Sally Walker – 2:11 (Rufus Thomas)
10. I Want To (Do Everything for You) – 3:13 (Joe Tex)
11. Just the One (I've Been Looking For) – 2:55 (Cropper, Floyd, Isbell)
12. Don't Let the Green Grass Fool You – 2:51 (Jerry Akines, Johnnie Bellmon, Reginald Turner, Victor Drayton)
13. Never Like This Before – 2:57 (Hayes, Jones, David Porter)
14. Grab This Thing – 3:14 (Cropper, Isbell)